# یادمان نسل‌کشی ارمنی‌ها در تهران
یادمان نسل‌کشی ارمنی‌ها (ارمنی: հայոց ցեղասպանության հիշատակը հավերժացնող հուշարձան) در کلیسای سرکیس مقدس از سنگ مرمر سفید ساخته شده و بلندی آن ۳/۵۰ متر است که بر پایه‌ای از همان سنگ به ابعاد ۷۷×۱۶۲ و بلندی ۸۲ سانتی‌متر قرار گرفته. روی پایه، کتیبه‌ای به پهنای ۷۷ و بلندی ۶۶ سانتی‌متردیده می‌شود که بر روی آن به خط نستعلیق فارسی و زیر آن به ارمنی نوشته شده‌است: «یادبود شهدای ارامنه». زیر این نوشته به زبان ارمنی «۲۴ آوریل ۱۹۱۵».
این بنا در ۱۳ اردیبهشت ۱۳۵۲ خورشیدی در پنجاه و هشتمین سالگرد نسل‌کشی ارمنیان رونمایی شد.

## نمادها
بنای یادمان نسل‌کشی ارمنی‌ها، با طرحی مرکب از سه قطعه سنگ، در نگاه اول نماد باور دینی ارمنیان است، باوری که برای صیانت از آن ملتی رهسپار قتل گاه شد. نقش صلیب روی خاچکارها نماد رستاخیز مسیح و نشانگر شهادت و خیزش است و چنان‌که مسیح از مردگان برخاست، ملت ارمنی نیز با وجود کشتارها، آوارگی و پراکندگی توانست حکومت مستقل ارمنستان را، پس از تحمل چندین سده سلطهٔ بیگانگان، در ۱۹۱۸ میلادی بنا نهد. دیگر نقش‌های رویهٔ بنای یادبود در مجموع بیانگر روحیهٔ آزادی‌خواهی، پایداری، پایبندی به دین و ایمان و اعتقاد به پیروزی حق و حقیقت هستند.